# Bella de Lovaina
Bella de Lovaina sinónimo: Belle de Louvaine es una variedad cultivar de ciruelo (Prunus domestica), de las denominadas ciruelas europeas,
una variedad de ciruela cuyo origen es una plántula encontrada en el vivero de Van Mons de Lovaina, Bélgica. 
Las frutas tienen un tamaño grande, ovalado alargado, color de piel morado oscuro con flor delicada; carne firme, amarillenta, jugosa, rica.

## Sinonimia
- "Belle de Louvaine",
- "Belle de Louvain ,
- "Prune de Louvaine",
- "Plum of Louvain",
- "Schöne von Löwen".[4]

## Historia
'Bella de Lovaina' es una variedad de ciruela cuyo origen es una plántula encontrada en el vivero de Van Mons en Lovaina capital del Brabante Flamenco, en la región de Flandes, Bélgica, alrededor de 1840.
Ha sido descrita por : 1. Downing Fr. Trees Am. 392. 1857. 2. Ibid. 898. 1869. 3. Lucas Vollst. Hand. Obst. 471. 1894. 4. Guide Prat. 157, 352. 1895.
'Bella de Lovaina' está cultivada en el banco de germoplasma de cultivos vivos de la Estación experimental Aula Dei de Zaragoza. Está considerada incluida en las variedades locales autóctonas muy antiguas, cuyo cultivo se centraba en comarcas muy definidas, que se caracterizan por su buena adaptación a sus ecosistemas, y podrían tener interés genético en virtud de su características organolepticas y resistencia a enfermedades, con vista a mejorar a otras variedades.

## Características
'Bella de Lovaina' árbol de crecimiento fuerte y saludable, que presenta vecería. Tiene un tiempo de floración que comienza a partir del 12 de abril con el 10% de floración, para el 16 de abril tiene una floración completa (80%), y para el 26 de abril tiene un 90% de caída de pétalos. Muy buen polinizador de otras variedades de ciruelos.
'Bella de Lovaina' tiene una talla de fruto de tamaño grande, de forma ovoide, con depresión ligera en la zona ventral continuando en ligero aplastamiento en toda la parte dorsal, siendo su superficie ligeramente irregular con pequeñas depresiones que desaparecen en maduración completa en que el fruto aparece como hinchado, ligeramente asimétrica, con la sutura línea más oscura que la chapa, poco visible a no ser por su situación, en depresión en toda su longitud, algo más acusada en el polo peduncular; epidermis tiene piel recubierta de abundante y gruesa pruina azulada, pubescencia bien perceptible alrededor de punto pistilar, la piel con color carmín amoratado pasando a morado casi negro, con frecuencia pueden verse pequeñas zonas amarillo verdosas del color original del fondo o rojo cobrizas de chapa menos coloreada, punteado abundante, diminuto poco perceptible, de color ligeramente más claro que la chapa, con aureola prácticamente inapreciable; Pedúnculo corto o medio, fuerte, muy adherente a la carne, pubescencia muy fina, difícil de ver, ubicado en una cavidad del pedúnculo muy estrecha, poco profunda, medianamente rebajada en la sutura y en el lado opuesto; pulpa de color verde claro o amarillenta, transparente, con textura blanda, jugosa, a veces fibrosa, y sabor medianamente dulce, acidulado, agradable.
Hueso bastante adherente, sobre todo en zona ventral, tamaño medio o grande, elíptico alargado, formando cuello muy acusado en zona peduncular, zona pistilar obtusa, surcos laterales muy marcados, el dorsal profundo en el tercio peduncular, casi nulo en el resto, superficie muy labrada con orificios en zona ventral y borde dorsal.
Su tiempo de recogida de cosecha se inicia en la tercera decena de julio.

## Usos
La ciruela 'Bella de Lovaina' se comen crudas de fruta fresca en mesa, y valiosa para fines de preparados culinarios.